# Allium sivasicum
Allium sivasicum — трав'яниста рослина родини амарилісових, ендемік Туреччини.

## Опис
Цибулина довгасто-яйцеподібна, діаметром 0,8–1,4 см, зовнішні туніки чорнуваті, врешті розщеплюються на волокна, внутрішні оболонки коричневі, помаранчеві. Стебло струнке, вигнуте, 6–15 см. Листків 1–2, 0,4–1 мм завширшки. Зонтик діаметром 1,5–3 см. Оцвітина довгасто-циліндрична; сегменти 3,5–4 мм, жовтуватого, зеленувато-жовтого або майже білого кольору, з відтінком рожевого або коричневого, рожево-бузкового або багрового кольору, як правило з нальотом; зовнішні сегменти довгасті, внутрішні яйцевидно-ланцетні, гострі. Пиляки жовті. Зав'язь більш-менш куляста. Коробочка 3 мм. Число хромосом 2n = 16.

## Поширення
Поширений у центральній Туреччині.
Населяє гіпсові пагорби, трапляється на висотах 900–1800 м.